# Lymantria horishanella
Lymantria horishanella este o specie de molii din genul Lymantria, familia Lymantriidae, descrisă de Matsumura 1927 Conform Catalogue of Life specia Lymantria horishanella nu are subspecii cunoscute.